# Martín Sarmiento
Martín Sarmiento o Padre Sarmiento, O. S. B., cuyo nombre de pila era Pedro José García Balboa (Villafranca del Bierzo, 9 de marzo de 1695 - Madrid, 7 de diciembre de 1772) fue un escritor, erudito y monje benedictino español perteneciente a la Ilustración. 
Algún autor defendió su origen pontevedrés, pero de acuerdo con la mayoría nació en la localidad berciana de Villafranca del Bierzo, en la actual provincia de León, Castilla y León. Recientemente un investigador ha postulado que Sarmiento sería originario de San Juan de Cerdedo (Pontevedra, Galicia).

## Biografía
A los siete meses de edad se traslada con su familia a Pontevedra, donde pasará su infancia y parte de la juventud. El 3 de mayo de 1710, con quince años de edad, marcha a Madrid para tomar el hábito en el Monasterio de San Martín de esta ciudad ingresando de este modo en la Orden Benedictina. Al poco cambió su nombre de pila, Pedro, por Martín, y algún tiempo después tomó el segundo apellido de su madre. Realizó estudios de Artes y de Filosofía en el monasterio que su orden tenía en Irache. Después acudió a la Universidad de Salamanca, con el fin de estudiar Teología.
Acabados sus estudios pasó a ser profesor en varios monasterios de la orden benedictina, como San Pedro de Eslonza (León), Celorio (Asturias) y en Oviedo en mayo de 1723, para instalarse en el mismo convento en el que residía el padre Benito Jerónimo Feijoo. Sarmiento, que admiraba profundamente a Feijoo, considerado un sabio en toda Europa, pasó a formar parte del grupo de personas con quien intimaba. En junio de 1725, con 30 años, Sarmiento vuelve a Galicia. Tras una breve estancia en Pontevedra, se despide de su madre y se asienta definitivamente en Madrid, estancia sólo interrumpida entre febrero de 1726 y mayo de 1727 cuando se traslada a Toledo a catalogar los libros de la catedral, y por las raras visitas que hace a Galicia (desde su marcha en 1710 sólo volvió en tres ocasiones).
A los 35 años reapareció en él un gran interés por la lengua, pues estaba convencido de que la gente desconocía muchos significados de las palabras que usaba. Sentía una gran curiosidad por las lenguas en general, especialmente por las románicas, pero sobre todo por el castellano y el gallego. Sarmiento pensaba que el gallego se debería enseñar en las escuelas y que los curas deberían conocerlo para poder confesar a sus feligreses. 
En 1745 vuelve a Galicia. En este viaje va anotando en un cuaderno los nombres de los lugares por los que va pasando. Le gustaba investigar la etimología de las palabras gallegas que escuchaba. Escribió un libro en gallego titulado Coloquio de veinticatro galegos rústicos, gracias al cual conocemos el gallego que se hablaba en su época. Son 1200 coplas puestas en boca de un grupo de gallegos que regresan de Madrid y cuentan cómo fue la muerte del rey Felipe V y describen los festejos de la subida al trono de Fernando VI.
Sarmiento no solo estaba interesado en la lingüística, sino en otras disciplinas como la botánica y la medicina; tenía conocimiento detallado de los nombres de las plantas y sus propiedades salutíferas. Era un hombre muy preocupado por la mejora del nivel técnico y económico de su país, muy en la línea del pensamiento de la Ilustración. Su gran erudición en los más diversos campos hizo que le fuera encargado el programa iconográfico que habría de decorar el Palacio Real de Madrid, entonces en construcción. Diseñó Sarmiento para el palacio una ambiciosa alegoría de la historia de la monarquía española, que por su complejidad solo fue ejecutada en parte.
Combatió, con Feijoo, la superstición y la ignorancia, proponiendo la fundación de bibliotecas en los pueblos. Él mismo llegó a poseer una de las más importantes en la España de su tiempo. Al contrario que su maestro Feijoo, Sarmiento entendió que era necesario conocer, recuperar y salvaguardar las tradiciones y la cultura popular. En eso fue un gran precursor y contribuyó decisivamente a la investigación y recuperación de la cultura gallega. 
Murió en el convento de San Martín de Madrid el 7 de diciembre de 1772, a los 77 años.
Publicó en defensa de su compañero de orden y amigo el padre Feijoo, dos volúmenes de una Demostración críticoapologética del Theatro Crítico Universal en 1732. El resto de sus numerosas obras, fruto de una gran capacidad de trabajo, quedaron, sin embargo, inéditas. Su amigo el duque de Medina Sidonia recogió en diecisiete tomos las obras manuscritas del benedictino y en 1775 se inició la publicación de sus Obras póstumas, si bien no se pasó del tomo primero, que integran las Memorias para la Historia de la poesía y poetas españoles, libro curioso y lleno de intuiciones. En 1787 se publicó en Madrid la Disertación sobre las virtudes maravillosas y uso de la planta llamada carqueixa. Otros opúsculos del padre Sarmiento han ido apareciendo de forma esporádica sueltos en distintas épocas o en revistas, pero la mayor parte de su obra continúa inédita.
A instancias de Sarmiento se creó el Real Jardín Botánico de Madrid. Desde 1743 había venido reclamando la creación de bibliotecas públicas y jardines botánicos en diversas ciudades españolas, al estilo de los que surgen en la Europa de la época, así como la constitución de Academias y la dotación de cátedras universitarias de Historia Natural, Agricultura y Botánica.
Fray Martín Sarmiento fue un hombre adelantado a su tiempo. Aparte de sus trabajos relacionados con la botánica y las ciencias naturales, realizó una labor muy importante de análisis de la lengua gallega. Se le dedicó el Día de las Letras Gallegas en 2002.

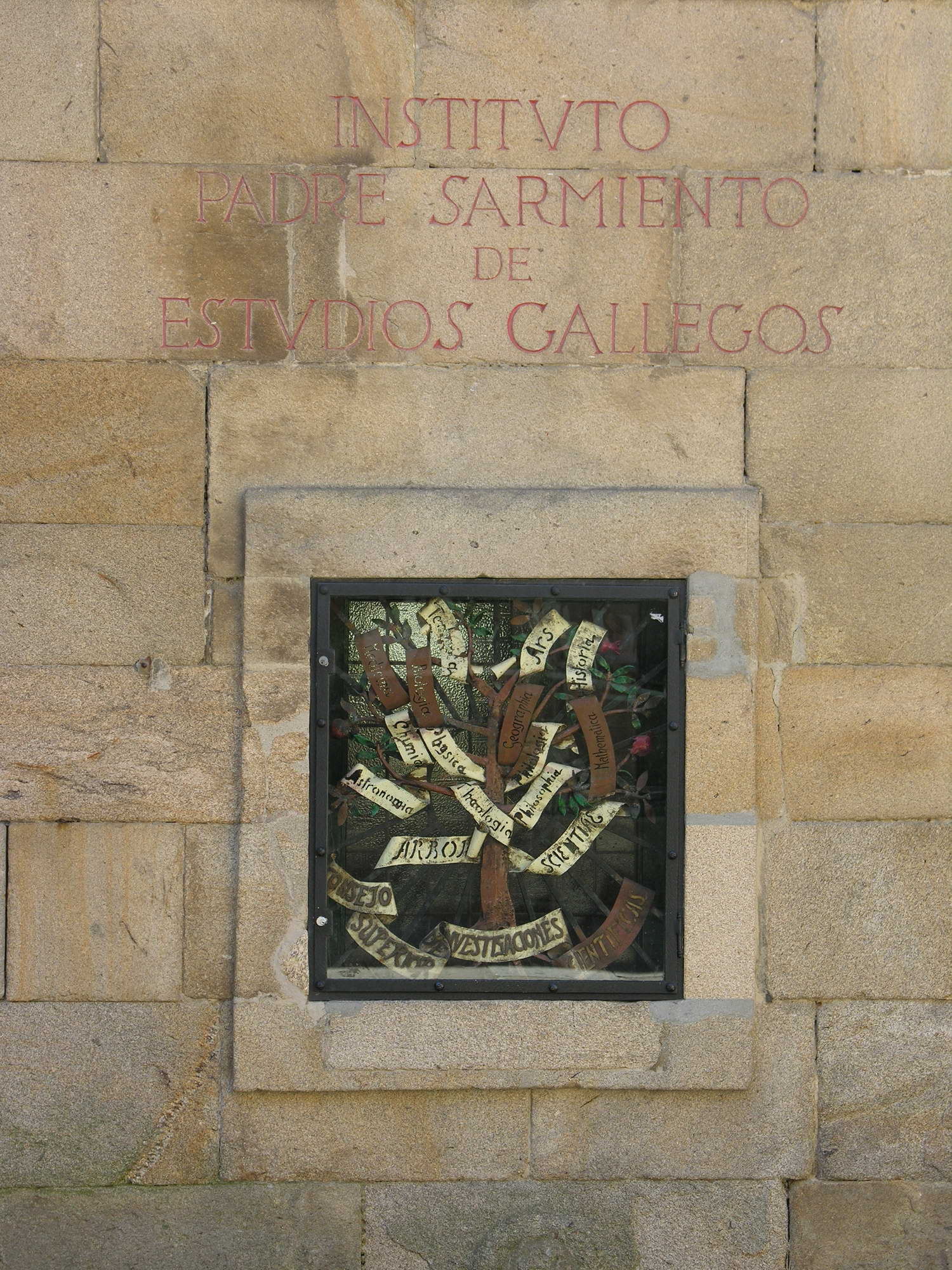
Instituto Padre Sarmiento de Estudos Gallegos, en Santiago de Compostela.

En 1944 se fundó el Instituto Padre Sarmiento de Estudos Galegos, con el propósito de ser una continuación del Seminario de Estudos Galegos. En este instituto se realizan actualmente exposiciones, publicaciones y labores de investigación en las ramas de Humanidades y Ciencias Sociales.

## Obras accesibles en la red
- Demonstracion Critico-Apologetica del Theatro Critico Universal, que dio a luz el R. P. M. Fr. Benito Geronymo Feijoo (1732)
- Memorias para la historia de la poesía y poetas españoles (1741-45)
- Catálogo de algunos libros curiosos y selectos (1748)
- Apuntamientos para un discurso sobre la necesidad que hay en España de unos buenos caminos reales y de su pública utilidad (1757)
- El porqué si y el porqué no (1758)
- Discurso crítico sobre los maragatos
- Reflexiones Literarias para una biblioteca Real (1743)
- Coplas gallegas
- Notas al Privilegio de Ordoño y Reflexiones sobre Archiveros
- Disertación sobre el animal zebra, nacido, criado, conocido y cazado antiguamente en España
- Cartas (5 de agosto de 1739 - 2 de enero de 1768)
- De caminos (175-?) manuscrito]

## Otras obras publicadas
- “Aprobación” de la Ilustración Apologética de Feijoo, Madrid, 1729
- Planta curiosa sobre entablar los estudios en la Orden Benedictina de España (1729) editado por José Santos, en Témpora, 2ª época, 1, (1997), 255-305, La Laguna
- Cartas sobre el estado de la religión benedictina y pago del 8 % (1743), publicado por Eduardo Llanos con el título de Manifiesto del Recibo de Rentas de los Monasterios de la Religión de San Benito, en Conferencias científico-religiosas predi-cadas en Barcelona, Santiago, 1879.
- Viaje a Galicia (1745),  edición y estudio de José Luis Pensado, Salamanca, 1975
- Catálogo de voces y frases de la lengua gallega (1745-55), editado por José Luis Pensado con ese título, Salamanca, 1973
- Coplas gallegas y Glosario (1746-..) Las coplas han sido editadas en bastantes ocasiones. Las últimas a cargo de Xosé L. Axeitos, La Coruña, 1982, y Ramón Mariño Paz, Santiago, 1995. La mejor edición, que incorpora también el Glosario, es la de José Luis Pensado, Colección de voces y frases gallegas, Salamanca, 1970. Hay una edición facsimilar y digitalizada realizada en 2002 por H. Monteagudo
- Cartas al Duque de Medinasidonia (1747-1770) ed. de José Santos, Ponferrada, 1995. Algunas fueron publicadas en el Semanario Erudito de Valladares, VI, 1787, 201-215, y otras en Epistolario realizado por Filgueira Valverde y Fortes Allén.
- Sistema de adornos ...  para el nuevo Palacio Real (1743-47), publicado en buena parte por Sánchez Cantón en Opúsculos gallegos sobre bellas artes de los siglos XVII y XVIII, Santiago,1956, pp. 151-252.
- De las utilidades que se seguirán si se compone el antiguo camino de carros desde el Rivero de Avia hasta Pontevedra (1751) publicado, a modo de fascículos, en  Galicia, Revista Universal de este Reino, entre el 1 de enero y el 1 de diciembre de 1862.
- Plano de un nuevo y fácil método para recoger infinitos materiales para una general  descripción geográfica y completa de toda la Península y toda la América (1751), publicado por Pensado, Sarmiento. Escritos geográficos, Santiago, 1996
- Notas al privilegio de Ordoño II (1752) Una selección amplia ha sido editada en un apéndice de trabajo de Mª A. GALINO, Feijoo, Sarmiento y Jovellanos, tres hombres y un problema ante la educación moderna, Madrid, 1953. sobre Archiveros.pdf Edición digital realizada por el Museo de la Educación de La Laguna (enlace roto disponible en Internet Archive; véase el historial, la primera versión y la última).
- Catálogo de voces vulgares y en especial de voces de diferentes vegetables (1754-55), publicado por José Luis Pensado, Salamanca, 1986
- Viaje a Galicia de Fr. Martín Sarmiento (1754-1755), edición y notas de Sánchez Cantón y Pita Andrade, Santiago, 1950.
- Sobre el Origen de la Lengua Gallega y sobre la Paleografía española (1755), carta a Terreros publicada en varias ocasiones, la última por J.L. Pensado en Opúsculos lingüísticos gallegos del s. XVIII, Vigo, 1974
- Sobre el chasco que se da a los gallegos en la Cruz de Ferro. Aunque no está fechado, es de 1756 como ha mostrado Pensado, quien lo ha publicado en Escritos sobre el Meco y la Cruz de Ferro, Salamanca, 1992.
- Sobre los vegetables kali, sosa y la barrilla (1756), editado a modo de fascículos en Galicia Revista Universal de este Reino en varios números del año 1862.
- De los atunes y de sus transmigraciones (1757) publicado por José Luis Pensado, Salamanca, 1992. Hay una edición facsimilar de López Capont en La faceta pesquera del P. Sarmiento y su época, Pontevedra, 1997.
- Sobre el chasco del meco (1757). Publicado por J.L. Pensado, con el título de Confirmación de que el origen de la fábula del Meco y del chasco nació fuera de Galicia, en Escritos sobre el Meco y la Cruz de Ferro, Salamanca, 1992.
- Mostayo, en castellano, en León, Asturias y Bierzo mostayo, en Liébana mostazo (1757) editado por J.L. Pensado en Cuadernos de Estudios Gallegos, tomo XXXIII, 1982 pp. 449 y ss.
- Sobre los castellanos de Orense (1758), editado en el Boletín de la Comisión de Monumentos de Orense, tomo XI, 1938. Y más recientemente por García Pardo, Grial, 26, (1969), 413-420.
- Etimología de la voz Valdeorras y de su puente Cigarrosa (1758) publicado por Antolín López Peláez en La Región gallega, Lugo, 1897.
- Ir a la guerra, navegar, y casar, no se puede aconsejar (1758), publicado en la imprenta de Andrés Ramírez, Madrid, 1788
- Onomástico etimológico de la lengua gallega (1758-69). Se ha publicado en una edición bastante defectuosa y ya rarísima, por Lago, en Tuy, 1923. Hay una edición moderna realizada por José Luis Pensado, Fundación Barrié de la Maza, La Coruña, 1999.
- Geografía de las cuatro vías militares que salían de Braga a Astorga (1759), se editó, basándose en la copia de la Academia de la Historia, con el título Estradas militares romanas de Braga a Astorga, Lisboa, 1901, y por Díez Sanjurjo con el título de Los caminos antiguos y el itinerario  n.º 18 de Antonino en la provincia de Orense. P. Sarmiento, vía 3ª militar romana desde Braga a Astorga por los pueblos cuaquernos, Boletín de la Comisión de Monumentos de Orense, varios números y páginas (desde el n.º 56 de 1907 al n.ºnbsp;63, de 1908).
- Disertación sobre las eficaces virtudes y uso de la planta llamada carqueixa (1759), Imprenta de Hilario Santos, Madrid, 1786, reimpresión Madrid, 1787. Y en Opúsculos médicos gallegos del siglo XVIII, Santiago, 1961. Ediciones incompletas y poco rigurosas.
- Noticia de la Verdadera patria (Alcalá) de El Miguel de Cervantes (1761), editado en 1898 por Librería de Verdaguer de Barcelona, y más recientemente por  J. Luis Pensado, Santiago, 1987.
- Tiempo de marras (1761), editado por J.L. Pensado en Noticia de la Verdadera patria (Alcalá) de El Miguel de Cervantes anteriormente citado.
- Sobre el origen de las bubas (1761), edición incompleta y defectuosa, Antigüedad de las bubas, extracto, imprenta de Don Blas Román, Madrid, 1787.
- Sobre el origen del nombre Samanos (1761) editado por Antolín López Peláez en El Monasterio de Samos, Lugo, 1884.
- Problema Chorográfico para describir Galicia con un nuevo método (1762) Editado por José Luis Pensado en Fray Martín Sarmiento. Escritos geográficos, Santiago 1996.
- La Educación de los niños editado en varias ocasiones es un fragmento de 660 pliegos.
- La Pantómetra del P. Sarmiento, fragmento de la Obra de 660 pliegos editado por José Luis Basanta Campos, A Coruña, 1991
- Nacimiento y crianza de San Fernando en Galicia, fragmento de la Obra de 660 pliegos publicado por Juan Manuel Bedoya, Orense, 1849
- Sobre un grande espejo de piedra durísima y cristalina que vino de América. Piedra negra de la América llamada gallinaza, también conocido como discurso sobre la singularísima piedra negra del ara de Lugo (1766) editado por Antolín López Peláez con el título Las aras de la catedral de Lugo, discurso inédito del P. Sarmiento, Lugo, 1892
- Elementos Etimológicos, siguiendo el método de Euclides, y sobre el origen de las lenguas (1766) fue editado por Julián Paz en el Boletín de la Real Academia Española, con el título de Escritos filológicos  (tomo XV, 1928, pp. 22-38;  tomo XVI, 1929, pp. 244-255 y 366-382; tomo XVII, 1930, pp. 275-290, 571-592 y 721-742; tomo XVIII, 1931, pp. 118-135). Existen dos ediciones modernas, la facsimilar de Pilar Allegue, Universidad de Vigo, 1997, y la de José Luis Pensado, Fundación Pedro Barrié de La Maza, La Coruña, 1998.
- Sobre métodos de estudios de San Isidro (1769), edición de José Santos, “El último texto educativo de Sarmiento, Sobre el método de estudios de San Isidro de Madrid”, Cuadernos de Estudios del S.XVIII, núm. 6-7 (1998), 207-238.
- Discurso apologético por el arte de rastrear las etimologías de las lenguas vulgares, (1770) editado por José Luis Pensado en Boletín de la Real Academia Gallega XXXI, 1971-72
- Epistolario, disposto por Filgueira Valverde y Fortes Alén, Santiago, 1995